# Vinho generoso

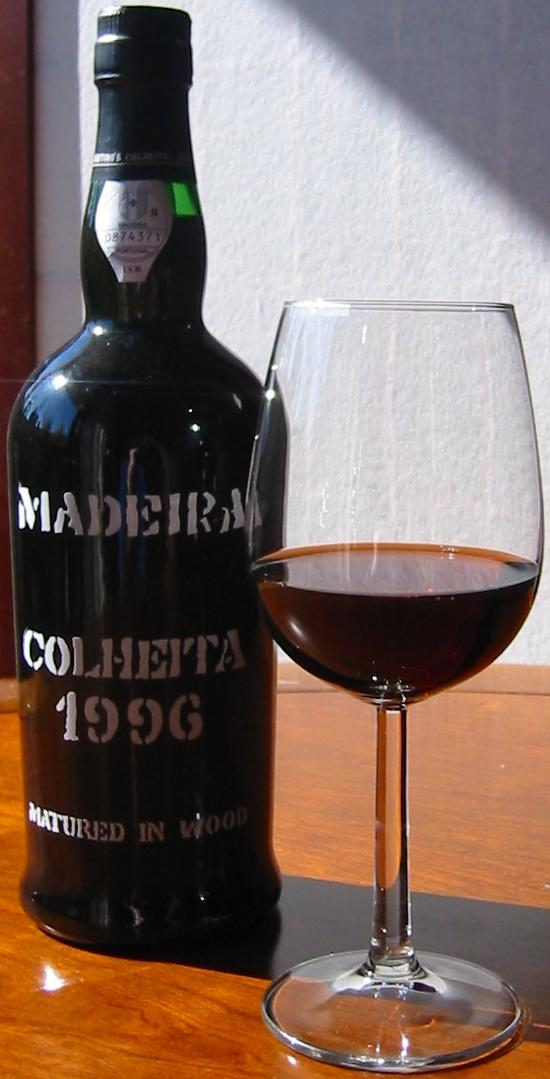
O vinho da Madeira é um exemplo de vinho generoso

Vinhos generosos são vinhos licorosos, de qualidade superior, com elevados teores de açúcar e fortificados, com uma graduação alcoólica entre 14,0 a 18 GL, normalmente servidos como aperitivo ou digestivo às refeições, ou fora das refeições.

## Locais de produção
Em Portugal, são considerados, vinhos generosos, os licorosos produzidos em regiões demarcadas, tais como: 
- Região do Douro/ Vinho do Porto
- Região de Carcavelos/ Vinho de Carcavelos
- Região de Setúbal/ Vinho moscatel de Setúbal
- Região da Madeira/ Vinho da Madeira

Em todo o mundo, se produzem famosos vinhos generosos. Entre estes, destacam-se:
- o Xerez ou Jérez, em Espanha
- O Tokaji, na Hungria, dos mais antigos colheitas tardias conhecidos.